# François Aregnaudeau
François Aregnaudeau (parfois écrit « Aregneaudeau »  ; Nantes, 22 août 1774, - disparu avec le Duc de Dantzig vers 1812) était un capitaine corsaire français.

## Carrière
Aregnaudeau est né le 22 août 1774 de Louis Aregnaudeau, marchand, et de Catherine-Jacquette-Victoire Boivin.
Aregnaudeau commence sa carrière en avril 1793, à l'âge de 18 ans sur le Sans-Culotte, un chasse-marée corsaire nantais, sous les ordres du capitaine Plukett,,,. Du 21 décembre 1796 au 15 mai 1797, il commande Sans-Culotte avec le grade d' enseigne de vaisseau non-entretenu pour la Marine française.
Vers juillet 1798, Aregnaudeau était 4e officier sur le corsaire Sandwich, commandé par Aimé Durandet qui a participé à la capture des navires Marguerite, Bernstorff et Williams.
En 1799, il commande l'Heureux Spéculateur,, Aregnaudeau capture plusieurs navires au large de Dartmouth, notamment deux transports chargés de barres de fer et trois navires marchands évalués à 1,5 million de francs.
En juin 1803, Aregnaudeau prend le commandement de la corvette la Blonde de 550 tonnes, venue de Bordeaux et dotée de 32 canons (24 ou 26 canons de 8 livres et 8 ou 6 canons de 6 livres). Le 22 juillet 1803, il s'empare du Culland's Grove, navire évalué à 2,5 millions de francs en argent d'assurance. C'était un « navire supplémentaire » pour la Compagnie britannique des Indes orientales et revenait du Bengale avec une cargaison précieuse. Le 3 août, Aregnaudeau l'a capturé avec le  Flirt, un ancien brick de la Royal Navy devenu navire baleinier qui revenait à Londres depuis les pêcheries des mers du Sud, à Pasajes.
Le 24 février 1804, la Blonde quitta Santander, en Espagne, et les jours suivants captura les navires Diana, Eclipse, Sally et Rebecca, Rollindson et Zephir.
Le 24 mars 1804, la Blonde rencontra un convoi de huit navires escorté par la corvette Wolverine . Aregnaudeau attaque le convoi et force la corvette à se rendre,. Wolverine a coulé presque immédiatement après avoir amené ses couleurs. Alors que l'équipage de la Blonde était occupé à secourir les survivants, le convoi tenta de s'échapper mais la corvette Blonde a réussi à capturer deux navires, le Nelson et l'Union . Le ministre de la marine française Denis Decrès ordonnera que soient honorés les membres de l'équipage les plus méritants de la Blonde ; Aregnaudeau reçut une épée d'honneur des marchands de Bordeaux et, le 18 juillet 1804, il fut fait chevalier de la Légion d'honneur.
Le 16 août 1804, par 47°30'N et 12°20'W la corvette rencontre la frégate HMS Loire. Après une chasse de 20 heures et un combat d'une heure et quart durant lequel l'anglais eu un aspirant et 5 hommes blessés et le français 2 morts et 5 blessés, Aregnaudeau amena ses couleurs. La Loire captura la corvette et la remorqua jusqu'à Plymouth où les prisonniers français débarquèrent le 31 août.
Après plusieurs années de captivité, Aregnaudeau est échangé et reprend sa carrière sur le lougre Actif,, capturant un navire marchand américain, puis le brick Joséphine. Dans ces croisières, Aregnaudeau capture notamment deux navires, l'un évalué à 40 000 et l'autre à 100 000 piastres.
En octobre 1810, François Aregnaudeau prend le commandement du Duc de Dantzig. Le 20 novembre, il capture le Ceres, le 4 décembre le britannique Bonetta et quelques jours plus tard l'américain Cantone et le britannique Jane dans le golfe du Mexique. Avarié par une mer agitée, le Duc de Dantzig doit jeter ses canons par-dessus bord pour rester à flot et regagner le port. Le navire peut repartir le 18 juin 1811 et arrive à New York le 28 août avec une prise britannique qui sera saisie par le gouvernement américain. En octobre 1811, Aregnaudeau  capture le Planter, de Londres, le Tottenham et une goélette espagnole.
Aregnaudeau et le duc de Dantzig furent mentionnés pour la dernière fois le 13 décembre 1811, lorsque le corsaire Gazelle arriva à Morlaix et rendit compte de ses activités,.
Le sort du duc de Dantzig est devenu une question mystérieuse : on dit qu'il a succombé à une frégate britannique lors d'une rencontre nocturne,, ou à un ouragan. Un conte fantastique, cité par Napoléon Gallois , raconte qu'une frégate française rencontra un navire fantôme, un navire sans équipage dérivant dans l'océan. Lorsqu'un groupe de la frégate monta à bord du navire à la dérive pour enquêter, les pensionnaires trouvèrent le navire couvert de mares de sang séché, avec des cadavres putréfiés avec de profondes blessures crucifiés sur les mâts et dans la batterie ; des papiers sanglants ont identifié l'épave comme étant le Duc de Dantzig. Plus sobrement, le registre des navires des archives maritimes précise « Duc de Dantzig, pas entendu parler depuis 1813, présumé perdu de toutes mains ».

## Famille
Le 12 mai 1798, Aregnaudeau épouse Louise-Jeanne Briand. Ils eurent cinq enfants : Aglaé (3 décembre 1798-22 janvier 1881) ; Émile (18 février 1800-10 décembre 1860), qui accéda au grade de commandant de la marine française et de chevalier de la Légion d'honneur ; Égérie (14 janvier 1803 – ?); Amédée (24 mai 1808-20 juillet 1818) ; et Jules (16 janvier 1811 – ?), décédé dans les Caraïbes alors qu'il commandait un navire marchand marseillais.